# Death Note
Death Note (Nhật: デスノート Hepburn: Desu Nōto) là một bộ manga của Nhật Bản do Ōba Tsugumi sáng tác và Obata Takeshi minh họa. Truyện xoay quanh Yagami Light, một học sinh cấp III sở hữu trí não của một thiên tài tình cờ nhặt được một cuốn sổ bí ẩn có tên là "Death Note" - thứ vốn thuộc quyền sở hữu của tử thần Ryuk. Nó đem lại cho người sử dụng khả năng có thể giết chết bất kì ai bị ghi tên vào cuốn sổ đó. Light quyết định dùng Death Note để tiến hành một cuộc tàn sát có quy mô toàn cầu đối với những kẻ mà cậu cho là không xứng đáng về mặt nhân phẩm, với mục đích cải tạo thế giới thành một xã hội lý tưởng không có tội ác. Cậu sử dụng bí danh "Kira" như tên một vị thần phán xét và dùng nó để đối đầu với nhóm lực lượng thực thi pháp luật đặc nhiệm, bao gồm cả lực lượng cảnh sát Nhật Bản được dẫn dắt bởi L, vị thám tử tài ba nhất thế giới. Nhiệm vụ của L cùng các đồng nghiệp là có thể tóm được Kira và chấm dứt những hành động giết người của hắn.
Death Note lần đầu được xuất bản trên tạp chí manga Weekly Shōnen Jump của Shueisha từ tháng 12 năm 2003 đến tháng 5 năm 2006. Tác phẩm có tổng cộng 108 chương và được chia thành 12 tập tankōbon từ tháng 4 năm 2004 đến tháng 7 năm 2006. Một bản chuyển thể anime truyền hình của bộ truyện phát sóng tại Nhật Bản từ ngày 3 tháng 10 năm 2006 đến 26 tháng 6 năm 2007. Với tổng cộng 37 tập phim, loạt anime do xưởng phim Madhouse phát triển và chỉ đạo bởi Araki Tetsurō. Một cuốn light novel của Nisio Isin dựa trên nguyên tác cũng được phát hành vào năm 2006. Ngoài ra hãng Konami còn cho ra đời rất nhiều trò chơi điện tử cho hệ máy Nintendo DS. Loạt truyện được chuyển thể thành ba bộ phim điện ảnh người đóng lần lượt phát hành vào các ngày 17 tháng 6 năm 2006, 3 tháng 11 năm 2006 và 2 tháng 2 năm 2008, bên cạnh sê-ri truyền hình chính kịch năm 2015. Một loạt phim truyền hình ngắn tập mang tựa đề Death Note: New Generation và phần phim điện ảnh thứ tư đều ra mắt vào năm 2016. Hãng Netflix đã cho phát hành một bản chuyển thể điện ảnh Mỹ vào ngày 24 tháng 8 năm 2017.
Viz Media là đơn vị được cấp phép khai thác nhượng quyền Death Note và phát hành tại Bắc Mỹ, ngoại trừ mảng trò chơi điện tử và nhạc phim. Các tập phim từ loạt anime lần đầu xuất hiện tại thị trường Bắc Mỹ dưới dạng tải kĩ thuật số từ IGN, trước khi Viz Media mua bản quyền và chiếu phim trên chương trình cố định Bionix của kênh YTV tại Canada và trên Adult Swim tại Mỹ kèm theo một bản phát hành DVD. Những bộ phim người đóng góp mặt ở một số cụm rạp nhất định tại Bắc Mỹ trong thời gian ngắn trước khi chuyển qua phát hành băng đĩa. Năm 2015, tổng hợp các tập truyện của bộ manga Death Note đã bán hơn 30 triệu bản số lưu hành.

## Cốt truyện
Yagami Light, một học sinh cấp III có trí tuệ xuất chúng nhưng luôn cảm thấy chán nản với cuộc sống quanh mình đã vô tình tìm thấy "Death Note", một cuốn sổ màu đen bí ấn có thể giết chết bất kì ai miễn là người sử dụng biết tên và khuôn mặt của đối tượng. Sau khi đã xác minh chức năng của cuốn sổ, Light bắt đầu cân nhắc những việc mà cuốn sổ có thể làm và bắt đầu kế hoạch tạo ra một thế giới lý tưởng không có tội ác. Ban đầu, cậu chỉ dùng cuốn sổ để giết chết những tên tội phạm trong Nhật Bản, nhưng sau này liền dần nhắm đến những tên tội phạm quốc tế. Năm ngày sau khi Light phát hiện ra cuốn sổ, một "Tử thần" tên Ryuk (nhân vật được lấy cảm hứng từ thần chết Nhật Bản và là chủ nhân cũ của cuốn sổ) đã xuống trần gian để ghé thăm Light. Với khả năng nhìn thấy bất cứ ai chạm tay vào Death Note, Ryuk tiết lộ rằng ông đã đánh rơi cuốn sổ xuống nhân giới vì buồn chán và thấy thích thú với những việc làm của Light.
Trong lúc nhiều kẻ bị kết án và các tội phạm trên toàn thế giới bắt đầu chết bởi những vụ tai nạn lạ lùng và những cơn đau tim không thể giải thích, giới truyền thông toàn cầu bắt đầu tin rằng có một kẻ chủ mưu chịu trách nhiệm cho những vụ ám sát bí ẩn kia và gán y với cái tên "Kira" (từ tiếng Anh "killer" chuyển ngữ sang tiếng Nhật, có nghĩa là sát nhân). Kira bắt đầu được công chúng và các cơ quan thực thi pháp luật yêu quý nhưng cũng sợ hãi không kém. Với hy vọng tóm được Kira, Interpol (Tổ chức Cảnh sát Hình sự Quốc tế) yêu cầu sự trợ giúp từ một vị thám tử bí ẩn từng phá nhiều vụ án khắp thế giới được họ kính nể - L. Sau khi suy luận ra rằng Kira đang ở Nhật Bản, L xuất hiện trên truyền hình và biết được vị trí của Light/Kira là ở vùng Kanto, Nhật Bản sau khi lừa cậu giết chết một tên tội phạm bị đưa ra làm mồi nhử. Uất ức vì bị bẽ mặt, Light coi vị thám tử như một vật cản trở kế hoạch của mình và thề sẽ lấy mạng L. L nhanh chóng nhận ra Kira có sự hiểu biết tường tận về việc điều tra của cảnh sát Nhật Bản mà dẫn đầu là ông Yagami Soichiro, bố của Light. Nghi ngờ rằng Kira có thể là người nhà của một trong số các thành viên thuộc tổ điều tra, L phái đến một đội đặc vụ FBI để theo dõi gia đình của những người có liên quan đến cuộc điều tra. Tuy nhiên, Light đã nhanh hơn một bước và dùng cuốn sổ giết chết tất cả bọn họ. Dù vậy, L vẫn kịp gom đủ dấu vết để chỉ rõ Light là thủ phạm cuối cùng. Trong khoảng thời gian này, Light tốt nghiệp từ trung học phổ thông lên đại học. Sau đó, L đã kết nạp Light vào Tổ điều tra Kira khi cả hai bên đều có mục đích dò hỏi thông tin quan trọng của nhau.
Vào lúc này, một nữ diễn viên kiêm người mẫu nổi tiếng tên là Amane Misa nhặt được cuốn Death Note thứ hai từ một Tử thần khác tên là Rem. Misa đã thỏa thuận với Rem để đổi lấy con mắt của Tử thần, giúp cô dễ dàng giết người khi có thể biết được tên và tuổi thọ của bất kì ai chỉ bằng việc nhìn vào mặt họ, nhưng cái giá phải trả là nửa tuổi thọ của cô. Misa tiến hành nhiều vụ giết người và gửi những cuộn băng ghi âm dưới cái tên Kira cho cảnh sát với mục đích lấy được sự chú ý của Kira thật. Sau một lần ngồi theo dõi, cô đã biết được danh tính của Kira thật là Light khi không thể thấy được tuổi thọ của cậu. Cô yêu Light một cách say đắm và cầu xin cậu làm bạn trai của mình. Mặc dù không hề yêu Misa, Light vẫn đồng ý với mục đích là dùng con mắt của cô để tìm ra tên thật của L. Tuy nhiên trước khi cô có thể thực hiện việc đó, L đã suy luận ra Misa nhiều khả năng là Kira thứ hai và đã bắt về để giam lỏng cô. Vì yêu mến Misa, Rem dọa sẽ giết Light nếu cậu không tìm cách cứu cô. Light liền dựng lên một kế hoạch tinh vi, trong đó cậu và Misa sẽ tạm thời bị mất hết tất cả kí ức về Death Note, còn Rem đưa cuốn Death Note cho một người khác là Higuchi Kyosuke, người đứng đầu Tập đoàn Yotsuba. Do không còn chút kí ức gì về Death Note, Light toàn tâm toàn ý tham gia cuộc điều tra Kira. Light và L cùng nhau lật tẩy danh tính của Higuchi và bắt giữ y, đồng thời phát hiện ra sự tồn tại của Death Note và Tử thần. Khi chạm tay vào Death Note, Light và Misa lập tức lấy lại kí ức của mình. Light sau đó đã nhanh chóng thủ tiêu Higuchi bằng cách ghi tên y lên một mẩu giấy bị xé ra từ cuốn Death Note đã được cậu giấu trong đồng hồ từ trước đó. Tuy nhiên, tình thế thay đổi buộc Rem phải giết L để cứu Misa khi cậu nghi ngờ cô. Vì nếu một Tử thần cứu sống con người sẽ phải chết  nên Rem cũng đã tan biến sau khi viết tên L vào sổ. Sau khi L chết, Tổ điều tra đồng ý che giấu cái chết của cậu và chỉ định Light là người kế thừa cái tên của L. Do đó, cuộc điều tra bị trì hoãn và mọi thứ liền nằm trong tầm kiểm soát của Light.
Bốn năm sau, tỉ lệ tội phạm sụt giảm mạnh và những giáo phái tôn thờ Kira ngày càng đông. Lúc này, hai cậu thanh niên trẻ tuổi, thông minh và là người kế nhiệm thực sự của L - Near và Mello lộ diện. Cả hai đều biết rằng L thật đã chết, do đó họ coi kẻ đang nắm giữ cái tên L hiện tại chính là thủ phạm cuối cùng. Mello cùng với băng đảng mafia đã bắt cóc em gái của Light, dẫn đến cái chết của ông Soichiro trong lúc làm nhiệm vụ tóm gọn băng mafia và đặc biệt là Mello. Khi mọi nghi ngờ một lần nữa lại đổ dồn về phía Misa, Light chuyển cuốn Death Note của Misa cho một người ủng hộ trung thành với Kira là Mikami Teru. Cậu cũng chỉ định một phát thanh viên nổi tiếng, Takada Kiyomi làm phát ngôn viên của Kira. Nhận ra Takada có liên hệ với Kira, Mello liền bắt cóc cô. Takada giết Mello bằng cách ghi tên cậu vào một trang giấy dứt ra từ cuốn Death Note nhưng sau đó lại bị Light thủ tiêu để bịt đầu mối. Near lúc này nhanh chóng suy luận ra mối liên hệ giữa Mikami và Kira, đồng thời sắp xếp một buổi gặp mặt giữa Light và Tổ đặc nhiệm điều tra Kira. Light nắm lấy cơ hội để nhờ Mikami sát hại Near cùng các thành viên của Tổ đặc nhiệm thay mình. Tuy nhiên, cuốn Death Note của Mikami lại không hoạt động do trước đó, Near đã thay thế cuốn Death Note thật của Mikami bằng một bản sao giả. Mọi người nhìn vào những cái tên mà Mikami viết trong cuốn sổ nhưng không thấy tên của Light, vì vậy họ luận được rằng Light chính là Kira. Khi Light định viết tên Near vào mảnh giấy Death Note giấu trong đồng hồ, cậu đã bị bắn và phải chạy trốn, trong khi bị thương nặng. Sau khi nhận ra Light sẽ phải dành phần đời còn lại của mình sau song sắt, Ryuk đã viết tên Light vào cuốn Death Note của mình giống như ông từng hứa lúc mới gặp cậu.

## Nhân vật

### Nhân vật chính
- Yagami Light hay Kira (tiếng Nhật: 夜神  月, romaji: Yagami Light, hay Yagami Light): Nhân vật chính trong loạt manga. Light là một học sinh cấp III thông minh xuất chúng nhưng luôn thấy cuộc sống xung quanh mình buồn chán. Cậu chỉ tìm thấy niềm vui thực sự khi nhặt được cuốn sổ Death Note. Sau vài lần thử nghiệm, Light quyết định dùng cuốn sổ để trừng phạt tội ác trên toàn cầu, làm cho thế giới trở nên trong sạch và cậu sẽ trở thành vị Chúa mới của nhân loại. Biệt danh "Kira" được đặt bởi những kẻ sùng đạo, sợ hãi và tin rằng những cuộc thảm sát tội phạm xảy ra chính là sự trừng phạt của Chúa. Light luôn biện hộ cho việc giết người của cậu rằng đó là những việc cần thiết, nhân danh công lý. Light sở hữu trí thông minh của một thiên tài, do vậy, tất cả những hành động của cậu trước khi thực hiện đều được suy nghĩ, tính toán một cách công phu và vô cùng chi tiết. Tuy nhiên càng về sau, ý nghĩ trở thành "Chúa của Thế giới mới" của Light càng trở nên điên rồ hơn. Cậu bắt đầu không chỉ giết tội phạm mà còn nhằm vào những người mà cậu cho là đang cản trở mục tiêu của mình, và giết cả những người biết về sự tồn tại của Death Note để bịt đầu mối. Sau cái chết của L, Light luôn tự tin thái quá vào bản thân, dẫn đến sự kiêu ngạo và tin rằng mình không bao giờ phạm sai lầm mà không lường trước được sự xuất hiện của Near và Mello. Ngoài ra, Light cũng không tin ai và không yêu một ai, kể cả với Misa, người luôn yêu và trung thành tuyệt đối với cậu.

Cái chết: Sau khi bị Near vạch trần danh tính Kira, Light đã bị Matsuda - một thành viên của Tổ điều tra bắn khi đang lén viết tên thật của Near vào một mảnh giấy Death Note giấu trong đồng hồ. Light sau đó bỏ chạy và nằm chết trên bậc thang trong một ngôi nhà hoang sau khi Ryuk viết tên của cậu vào Death Note.
- L (tiếng Nhật: エル, romaji: Eru): Vị thám tử tài ba nhất thế giới, được Interpol nhờ giúp truy tìm và bắt được Kira. L cũng là một nhân vật chính trong bộ manga, cậu nổi tiếng với khả năng lần theo dấu vết tội phạm và suy luận xuất sắc. Tuy nhiên, L chỉ giao tiếp với thế giới thông qua người trợ lý Watari. Sau khi gặp đội điều tra Kira, L yêu cầu các thành viên trong lực lượng đặc nhiệm này gọi mình với cái tên Ryuzaki. Đội điều tra Kira không bao giờ biết được tên thật của cậu. Dù luôn xuất hiện trong bộ dạng khá nhếch nhác và gương mặt uể oải nhưng L luôn có sự suy luận và cái nhìn sâu sắc với mọi vấn đề. L có xu hướng suy đoán theo góc độ thứ hai với mọi thứ và luôn rất tỉ mỉ khi phân tích. L có rất nhiều thói quen cá nhân vô cùng đặc biệt như luôn luôn ngồi xổm trên ghế, ăn rất nhiều đồ ngọt ngay cả trong khi họp bàn hoặc suy luận và cầm điện thoại di động hoặc các đồ vật khác chỉ với ngón cái và ngón trỏ. L thường sử dụng chiến thuật đột ngột, bất ngờ để làm mục tiêu phải bối rối và lộ diện. L coi Kira là đối thủ lớn nhất trong đời thám tử của cậu và sẵn sàng hy sinh cả tính mạng để bắt Kira. L cũng sử dụng rất nhiều tên giả để làm việc. Với cảnh sát toàn cầu cậu là L, khi là sinh viên ở trường đại học cậu lấy tên là Ryuga Hideki, còn khi lập kế hoạch để giải cứu Matsuda thì cậu lại dùng tên Asahi. Thậm chí, cả hai thám tử giỏi thứ hai và thứ ba thế giới là Eraldo Coil và Denueve cũng đều là L. Tên thật của cậu là L Lawliet.

Cái chết: Bị Rem giết để cứu Misa khi đang điều tra.
- Amane Misa (tiếng Nhật: 弥 海砂, romaji: Amane Misa): Một người mẫu, ca sĩ, diễn viên nổi tiếng ở Nhật Bản, cô được hâm mộ vì phong cách ngây thơ và gu ăn mặc hợp thời trang. Cô là một người hâm mộ Kira nhiệt thành. Sau khi biết Light là Kira, Misa trung thành tuyệt đối với cậu và sẵn sàng làm tất cả mọi thứ chỉ để Light hài lòng và yêu mình. Tuy nhiên, cũng chính vì quá say mê và trung thành với Light mà Misa đã biến thành con rối của cậu. Misa ở bên Light năm năm dưới cái tên Kira và giúp cậu giết người. Vì Light, Misa sẵn sàng sử dụng Con mắt của thần chết và hi sinh cả vị tử thần luôn yêu mến và bảo vệ cô. Cô yêu Light đến mù quáng dù biết cậu chỉ hứng thú với quyền lực. Misa hay ghen với các cô gái mà Light tiếp cận để lợi dụng cho mục đích của cậu. Mặc dù ban đầu Misa tỏ ra khá thông minh, nhưng càng về sau cô lại càng thường xuyên làm hỏng kế hoạch của Light bằng cách làm những việc ngớ ngẩn với lí do là muốn giúp đỡ cậu. Misa có tính cách trẻ con, hồn nhiên và vô cùng hoạt ngôn, dẫn đến việc đôi khi cô trở nên rất phiền.

Cái chết: Tự vẫn sau khi biết về cái chết của Light.
- Near (tiếng Nhật: ニア, romaji: Nia): Một cậu bé mồ côi lớn lên trong ngôi trường dành cho những trẻ em thiên tài của Quilish Wammy. Near được coi là người kế nhiệm đầu tiên và thực sự của L. Near là người đứng đầu SPK - một tổ chức điều tra Kira mà không cần đến sự trợ giúp của L. Cậu vô cùng thông minh, dù vẻ bề ngoài trẻ con và tác phong dễ làm người khác hiểu lầm về năng lực thực sự của cậu. Near có một nỗi ám ảnh với việc giải quyết những vấn đề phức tạp và xem một vụ án giống như việc giải một trò chơi ghép hình vậy. Cậu cũng khá giống L khi cũng rất điềm tĩnh và cân bằng về tâm lí. Dù luôn mang một bộ mặt thản nhiên, hiếm khi bộc lộ cảm xúc nhưng Near thường sẽ nở một nụ cười tự mãn khi suy luận đúng một điều gì đó. Cậu đã có nụ cười này nhiều lần khi cố dồn Light đến cùng trong các cuộc đối thoại giữa hai người. Mặc cho có một bộ óc thiên tài, Near có kĩ năng xã hội kém và không giỏi trong việc tương tác với người khác. Cậu cũng xa cách với mọi người là vì quá nhạy cảm. Với những sở thích vô cùng trẻ con, xung quanh cậu luôn rải rác các loại đồ chơi, xúc xắc hoặc phi tiêu. Near còn có thể dựng nên cả những mô hình rất lớn bằng các lá bài tarot hoặc những viên xúc xắc. Cậu cũng có thói quen khi ngồi sẽ co một chân lên, hay là thường dùng ngón tay xoắn một lọn tóc của mình khi suy luận. Từ khi vẫn còn ở trường, Near đã bắt đầu thu thập các thông tin về vụ án Kira và đưa ra các giả thuyết khác nhau cho vấn đề. Khi làm việc, cậu thường xem trọng kết quả hơn là quá trình. Tên thật của Near là Nate River.
- Mello (tiếng Nhật: メロ, romaji: Mero): Một cậu bé mồ côi khác cũng lớn lên cùng Near trong ngôi trường của Wammy. Mello là người lớn tuổi hơn trong hai người kế nhiệm của L. Khi được đề nghị cùng làm việc với Near để tóm Kira, Mello đã từ chối và chỉ ra sự khác biệt giữa hai người bọn họ. Không lâu sau đó, cậu rời trường và gia nhập một băng đảng mafia. Dù là một thiên tài và có trí thông minh vượt trội hơn người khác, việc chỉ là người giỏi thứ hai sau Near đã làm dấy lên mặc cảm trong Mello. Điều này cũng đã định hình nên tính cách của cậu. Vì vậy, cậu đã gần như trở nên xấu xa trong nỗi ám ảnh trở thành người đánh bại được Kira và sẵn sàng làm được điều đó "bằng mọi giá", trong đó có việc bắt cóc con gái của Yagami Soichiro, người dẫn đầu cuộc điều tra Kira ở Nhật và dàn xếp các vụ ám sát phần lớn thành viên của SPK. Có thể, Mello không phải muốn đánh bại Kira vì "công lý" mà vì bắt được Kira sẽ chứng tỏ cho cả thế giới thấy rằng cậu mới chính là người kế nhiệm xứng đáng của L, với tư cách là vị thám tử bậc nhất thế giới chứ không đơn thuần chỉ là người về nhì sau Near. Tác giả của bộ truyện cũng đã nói rằng sự ganh ghét của Mello đối với Near chỉ đến từ một phía, và Near thì "thực lòng thích Mello". Mello thực chất không xấu xa, dựa vào sự quan tâm và lời xin lỗi đối với cái chết của Matt - người bạn thân và cũng là cộng sự của cậu, cũng như lời xin lỗi tới Yagami Soichiro vì có trách nhiệm với vết thương nặng của ông, dẫn đến cái chết của Soichiro. Mello rất dễ bị xúc động và đôi khi bị cảm xúc của mình cản trở. Tác giả Tsugumi Ohba đã nói rằng Mello làm mọi thứ một cách miệt mài và chăm chỉ, khác với Near, người mà trí tuệ vượt trội của cậu là  thiên bẩm. Cũng giống như sự yêu thích đồ ngọt của L, Mello luôn ăn sô-cô-la, ngay cả khi đang nói chuyện. Tên thật của Mello là Mihael Keehl.

Cái chết: Trong vụ bắt cóc Takada Kiyomi, Mello do không để ý đã bị Takada viết tên vào một tờ giấy Death Note mà cô đã giấu trong người từ trước. Cậu chết khi đang lái xe trên đường.
- Mikami Teru (tiếng Nhật: 魅上 照, romaji: Mikami Teru): Một công tố viên, nhưng sau đó đã trở thành một tên tội phạm khi được Kira/Yagami Light chọn làm người sở hữu cuốn Death Note sau khi Light một lần nữa bị nghi ngờ là Kira và cần một ai đó giả làm Kira mà không được đưa ra mọi mệnh lệnh. Anh cũng đã thực hiện trao đổi với Ryuk để có được Con mắt của thần chết. Mikami là một người ủng hộ trung thành của Kira và coi hắn như "Chúa". Sự trung thành của anh được thể hiện khi đã kiềm chế bản thân để ngừng tra hỏi Kira sau khi bị bối rối bởi nhiệm vụ phải tạo ra và sử dụng một cuốn Death Note giả. Ngoài sự khinh bỉ của mình đối với "những người lười biếng", Mikami có chung quan điểm về tội ác với Kira, điều đã khiến Light chọn anh làm người thực thi công lý trong khi mình bị giám sát.

Cái chết: Trong bản anime, Mikami đã dùng cây bút bi đâm vào ngực mình để tự tử với mục đích giúp Light chạy trốn khi mọi người đang chú ý vào mình. Trong bản manga, Mikami bị tống giam nhưng đã chết một cách bí ẩn trong tù mười ngày sau đó.
- Kiyomi Takada: Bạn gái cũ và bạn học của Light khi còn học đại học. Cô là một người phụ nữ trẻ thông minh, xinh đẹp nhưng cũng kiêu hãnh và yêu thích việc trở thành trung tâm của sự chú ý. Tin vào những lí tưởng của Kira, Takada trở thành người phát ngôn của Kira cho kênh News 6 của đài NHN. Vẻ đẹp và phong thái đĩnh đạc của Takada giúp cô trở nên vô cùng nổi tiếng với khán giả, những người đối xử với cô như một nữ thần vậy. Sau khi Light tiết lộ rằng mình là Kira, vì trước đó Takada cũng đã có một sự tôn trọng chỉ dành riêng cho Light nên sự thật rằng cậu là Kira còn quyến rũ cô hơn nữa. Vì vậy, Takada sẵn lòng làm theo tất cả những gì mà Light chỉ bảo mình. Vì có một sự tự mãn cho rằng mình sẽ trở thành nữ hoàng của "Thế giới mới" bên cạnh Kira một ngày nào đó, Takada khi biết được rằng Light đang trong một mối quan hệ lâu dài với Amane Misa, cô bắt đầu nổi cơn ghen và cho rằng Misa không xứng đáng với Light. Điều này cũng đã dẫn đến sự cạnh tranh giữa hai người phụ nữ.

Cái chết: Sau khi giết Mello, Takada đã gọi điện thoại cầu xin Light đến cứu. Thế nhưng sau đó, cô đã tự vẫn và phóng hỏa cả tòa nhà mà mình đang ở đó sau khi bị Light viết tên vào một mảnh Death Note được mang theo bên trong chiếc đồng hồ.

### Tử thần
Trong Death Note, các Tử thần (死神 Shinigami) đóng vai trò rất quan trọng, trong đó hai Tử thần chính là:
- Ryuk (tiếng Nhật: リューク, romaji: Ryūku): Tử thần đã đánh rơi Death Note một cách có chủ ý cho con người nhặt được. Quá buồn chán với việc thực thi công việc của một thần chết, Ryuk quyết định thử chuyển công việc này cho một con người và tự giải trí bằng cách chứng kiến quá trình người đó sử dụng cuốn sổ. Tuy vậy, Ryuk chưa bao giờ là đồng minh của Light và chỉ trả lời một số câu hỏi mà cậu đặt ra về cuốn sổ. Như mọi thần chết khác, Ryuk có khả năng nhận biết tên cũng như tuổi thọ của một người bất kì khi nhìn vào mặt người đó. Nó được gọi là "Đôi mắt của thần chết", có thể được trao đổi cho con người với giá trị là nửa tuổi thọ của chính người đó. Ryuk có đặc điểm nổi bật là rất thích ăn táo và đôi khi có thể tiết lộ cho Light một số thông tin nếu được đổi lại bằng những trái táo.
- Rem (tiếng Nhật: レム, romaji: Remu): Khác với Ryuk, Rem là một Tử thần nữ. Đây là thần chết đã trao cuốn sổ Death Note cũng như trao đổi "Đôi mắt của thần chết" cho Amane Misa. Rem thực sự quý mến người chủ cuốn Death Note của mình là Misa, và thậm chí đã hy sinh bản thân để cô được sống. Rem là một thần chết được đánh giá là có nhân tính cao. Bà đã phát hiện và tiết lộ cho Misa cách để giết chết một tử thần.

Cái chết: Sau khi viết tên Watari và L vào Death Note để cứu Misa, Rem đã chết rồi tan biến thành cát.

## Death Note
Mỗi Tử thần đều có một cuốn Death Note có khả năng giết chết một người bất kì nếu thỏa mãn các luật cụ thể.

### Luật Death Note
Trước khi thả cuốn Death Note của mình xuống thế giới loài người, Ryuk đã viết một số điều luật cơ bản của Death Note vào trang đầu quyển sổ bằng tiếng Anh, sở dĩ như vậy là vì đó là thứ tiếng phổ biến nhất. Các điều luật được Ryuk ghi trong sổ là:
- Bất kì người nào bị ghi tên trong Death Note sẽ chết. Một trang giấy hay mẩu giấy của Death Note cũng vậy.
- Việc ghi tên chỉ có hiệu quả nếu người ghi nó có thể hình dung ra khuôn mặt nạn nhân trong đầu. Điều luật này để tránh cho những người trùng tên với nạn nhân không bị Death Note ảnh hưởng.
- Nạn nhân sẽ chết trong vòng 40 giây ngay kể từ khi tên họ được ghi vào cuốn sổ.
- Nếu nguyên nhân cái chết không được ghi chú cụ thể, thì nạn nhân sẽ chỉ chết  đơn giản vì đau tim.
- Sau khi ghi nguyên nhân cái chết, người giữ Death Note có 6 phút 40 giây để ghi chi tiết cách thức nạn nhân sẽ chết. (Có thể ghi nguyên nhân cái chết trước khi ghi tên, sau khi ghi nguyên nhân cái chết, người giữ Death Note có thêm 19 ngày để viết tên nạn nhân.)

### Những luật có thật nhưng không được ghi vào Death Note
Trong khoảng thời gian sử dụng Death Note, Light đã khám phá vài điều luật có thật và hoàn toàn có tác dụng nhưng không được ghi vào sổ:
- Ai đã từng chạm vào Death Note thì mới có thể nhìn thấy thần chết.
- Giấy xé ra từ quyển Death Note vẫn có tác dụng giết người khi viết vào đó như khi viết vào Death Note.
- Cho dù không phải là chủ sở hữu Death Note, nhưng người đó vẫn có thể giết người bằng cách ghi tên người muốn giết vào Death Note.
- Khi chủ sở hữu Death Note từ bỏ quyền sổ thì mọi ký ức về Death Note sẽ bị xóa sạch và cũng không còn khả năng nhìn thấy tử thần nữa.
- Nếu chi tiết cái chết được viết trong 6 phút 40 giây như đã định nhưng quá vô lý (ví dụ, một tên tội phạm đang bị tù ở Nhật đột nhiên chết ở Paris) thì nạn nhân cũng chỉ đơn giản chết vì đau tim.
- Có thể điều khiển hoạt động của nạn nhân trước khi chết (ghi trong phần chi tiết cái chết), nhưng nếu điều đó nạn nhân không làm được (ví dụ, viết thông tin về một người mình không biết) thì nạn nhân chỉ đơn giản chết vì đau tim, bất kể lý do chết thế nào.

### Những luật Light không phát hiện ra
Những điều luật này có thật nhưng không cần thiết cho Light hoặc cậu không có điều kiện để biết, nên tất nhiên cậu không biết hoặc chỉ mơ hồ:
- Ai đã từng dùng Death Note khi chết sẽ không được lên thiên đường hay xuống địa ngục, mà sẽ đi vào "hư không".
- Có thể cho mượn cuốn Death Note trong khi vẫn giữ quyền làm chủ sở hữu. Cho thuê cũng được.
- Nếu chủ sở hữu Death Note từ bỏ quyền sở hữu khi đang cho người khác mượn hoặc thuê, người mượn hay thuê kia sẽ thành chủ sở hữu mới.
- Nếu tên nạn nhân được viết cùng một lúc trong hai cuốn sổ Death Note khác nhau, nạn nhân sẽ không chết.

### Những luật giả
Để đánh lạc hướng L, Light đã thuyết phục Ryuk ghi thêm một số điều luật giả vào Death Note. Những điều luật này hoàn toàn không có tác dụng:
- Nếu người giữ quyển sổ không giết ai trong vòng 13 ngày kể từ lần cuối ghi tên nạn nhân vào sổ, chủ sở hữu Death Note sẽ chết.
- Nếu Death Note bị đốt, tiêu hủy hoặc phá hoại theo bất cứ cách nào khiến nó không thể sử dụng được nữa, thì tất cả những người từng chạm vào cuốn sổ sẽ chết.

## Phát hành và đánh giá

### Manga
Bộ manga Death Note đầu tiên được phát hành dưới dạng các chương (chapter) lẻ trên tạp chí Weekly Shonen Jump của nhà xuất bản Shueisha từ tháng 12 năm 2003. Toàn bộ loạt manga này dài 108 chương. Sau đó các chương đã được tập hợp trong 12 tập (tankōbon) manga, ngoài ra còn một tập thứ 13 được phát hành để giải thích các chi tiết và nhân vật trong bộ manga. Sau khi đã rất nổi tiếng ở Nhật Bản, manga Death Note đã được phát hành ở nhiều nước khác như Hoa Kỳ (4 tháng 10 năm 2005), Pháp, Trung Quốc và Đức.
Tính cho đến tháng 5 năm 2006, Death Note là bộ manga bán chạy thứ 6 trong lịch sử xuất bản của hãng Shueisha với hơn 15 triệu bản đã được bán ra riêng tại Nhật Bản, trong đó riêng tập 7 đã bán được khoảng 1,2 triệu bản. Những người hâm mộ truyện tranh Nhật Bản đã bầu Death Note là một trong mười bộ manga hay nhất mọi thời đại.

### Light novel
Một light novel dựa trên Death Note đã được Nishio Ishin sáng tác với tựa đề Death Note: Another Note. Tiểu thuyết này lấy bối cảnh trước khi câu chuyện của manga Death Note diễn ra.

### Live-action
Death Note cũng đã được chuyển thể thành hai tập live-action (phim do người thật đóng) phát hành năm 2006. Cả hai bộ phim có sự tham gia của đạo diễn Kaneko Shūsuke và hai diễn viên Fujiwara Tatsuya (vào vai Kira), Matsuyama Kenichi (vào vai L). Tập đầu có tên Death Note, được phát hành tại Nhật Bản ngày 17 tháng 6 năm 2006, đã nhanh chóng trở thành bộ phim ăn khách nhất Nhật Bản trong hai tuần lễ, đẩy bộ phim nổi tiếng Mật mã Da Vinci xuống thứ hai. Tập sau có tên Death Note: The Last Name, được trình chiếu ngày 3 tháng 11 năm 2006 và cũng lập tức trở thành bộ phim ăn khách nhất Nhật Bản và giữ vững vị trí này trong bốn tuần liên tiếp, tổng cộng phần hai đã thu về 5,5 tỷ Yen tính riêng tại Nhật Bản, trở thành một trong những phim ăn khách nhất năm 2006 tại đất nước này. Do thời lượng có hạn, hai bộ phim này chỉ dựa theo các nhân vật chính và lấy một phần ý tưởng của manga Death Note, vì vậy tuy rất ăn khách nhưng cả hai tác phẩm vẫn bị người hâm mộ Death Note chỉ trích là không làm nổi bật được sự hấp dẫn đặc biệt của bộ manga.
Bộ phim thứ hai liên quan đến Death Note mang tên L Change the World với L là nhân vật chính cũng đã ra mắt khán giả vào năm 2008. Bộ phim thứ ba được công chiếu vào năm 2015 mang tên gốc là Death Note. Cốt truyện có thay đổi khá nhiều về các nhân vật.

### Anime
Loạt anime (phim hoạt hình Nhật Bản) Death Note của hãng phim Madhouse được đạo diễn bởi Araki Tetsurō đã lên sóng truyền hình Nhật Bản ngày 3 tháng 10 năm 2006 và kéo dài đến ngày 26 tháng 6 năm 2007 gồm tổng cộng 37 tập. Loạt anime này sau đó đã được chiếu tại Bắc Mỹ từ ngày 10 tháng 1 năm 2007. Khác với hai tập live-action, loạt anime hoàn toàn dựa trên Death Note và hầu như không có thay đổi gì lớn về nhân vật hoặc cốt truyện.

### Trò chơi điện tử
Một trò chơi điện tử mang tên Death Note Kira's Game (tiếng Nhật: デスノート キラゲーム, romaji: Desu Nōto Kira Gēmu) được hãng Konami thiết kế cho các máy Nintendo DS đã được phát hành ngày 15 tháng 2 năm 2007. Trong trò chơi, người chơi có thể vào vai Kira hoặc L với nhiệm vụ tìm ra tung tích của người kia.
Phần tiếp theo của trò chơi này cũng đã được phát hành ngày 12 tháng 7 năm 2007 với tên Death Note: Successors to L (tiếng Nhật: デスノート Lを継ぐ者, romaji: Death Note L o Tsugumono) trong đó có xuất hiện Near và Mello.

### Nhạc kịch
Death Note đã được chuyển thể thành nhạc kịch với dàn diễn viên gồm Kenji Urai và Kazizawa Hayato: vai Yagami Light, Koike Teppei: vai thám tử L  Lưu trữ ngày 1 tháng 8 năm 2015 tại Wayback Machine, nhạc kịch được bắt đầu vào ngày 4/6 đến ngày 29/4/2015 tại Tokyo, sau đó chuyển sang diễn tại Osaka từ ngày 15/5 đến ngày 17/5 và chuyển sang diễn tại Nagoya vào ngày 23/5 đến 24/5  Lưu trữ ngày 15 tháng 5 năm 2015 tại Wayback Machine. Sau đó, được chuyển sang Hàn Quốc, nhưng do dàn diễn viên gồm Hong Kwang-ho trong vai Yamgami Light và Kim Junsu trong vai L

## Tranh cãi
Một vài trường học ở Thẩm Dương, Trung Quốc đã cấm học sinh đọc bộ manga này sau khi một số học sinh trêu chọc bạn bè và giáo viên bằng cách làm giả một quyển Death Note và ghi tên họ vào đó. Tờ Thẩm Dương buổi tối thậm chí đã gọi Death Note là bộ truyện "đầu độc, tạo ra những tâm hồn bệnh hoạn". Tuy nhiên thì nhiều tờ báo lớn khác cho rằng việc cấm đọc Death Note là quá cường điệu và không thỏa đáng.